# Ras Al Khaimah Investment Authority
Ras Al Khaimah Investment Authority (RAKIA) è un'authority costituita da Emiri Decree No. (2)/2005 istituito dallo sceicco Saqr Bin Muhammad Al Qasimi in vista di aumentare il numero di investimenti nell'emirato di Ras al-Khaimah negli Emirati Arabi Uniti e promuovere diversi settori economici.
 

La sua istituzione è stata collegata a uno studio sulla Banca mondiale e a un evento di promozione degli investimenti nel maggio 2005 ("Invest and Live in Ras Al Khaimah")iniziato e seguito dall'ingegnere svizzero-libanese Khater Massaad che era un consulente di lunga data di Sheikh Saud Bin Saqr Al-Qasimi,il creatore di RAK Ceramics w l'AD di RAKIA. 

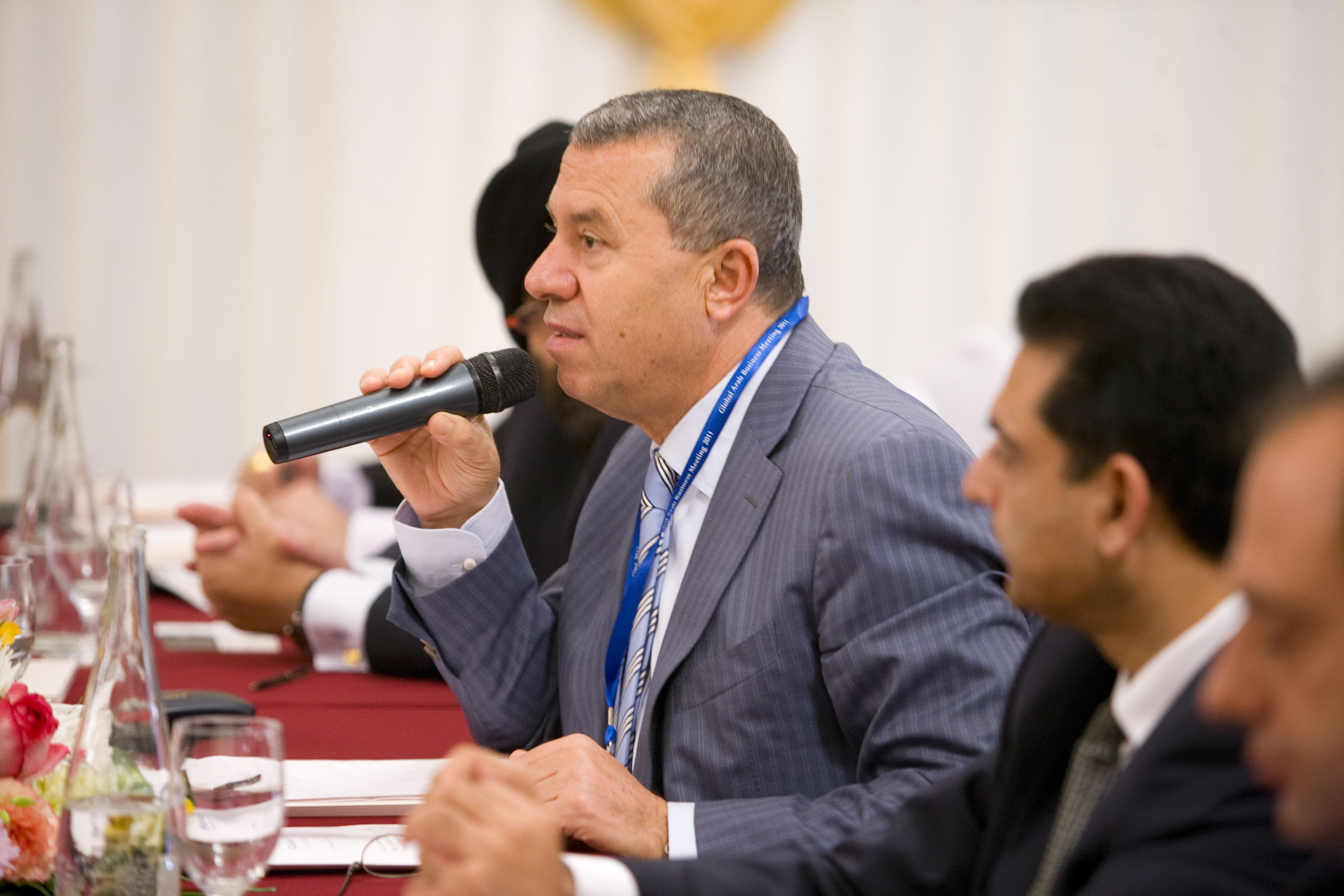
Khater Massaad, then CEO of RAKIA, at the October 2011 Horasis Global Arab Business Meeting

I settori in sviluppo includono parchi industrialo, educazione, tecnologia il settore immobiliare, dei trasporti, della produzione e dell'energia, come operazioni offshore e altri investimenti.. Contrariamente a quanto crede l'opinione pubblica, RAKIA non è un fondo sovrano (SWF) che fa affidamento sul petrolio o sul gas ma bensì, un'agenzia di promozione e di licenza industriale per attrarre investimenti in Ras Al-Khaimah.. Il governo di Ras Al Khaimah come proprietario di RAKIA raccoglie fondi dai mercati finanziari e passa questo denaro preso in prestito a RAKIA.